# Albinen
Albinen (toponimo tedesco; in francese Arbignon, desueto) è un comune svizzero di 241 abitanti del Canton Vallese, nel distretto di Leuk.

## Monumenti e luoghi d'interesse

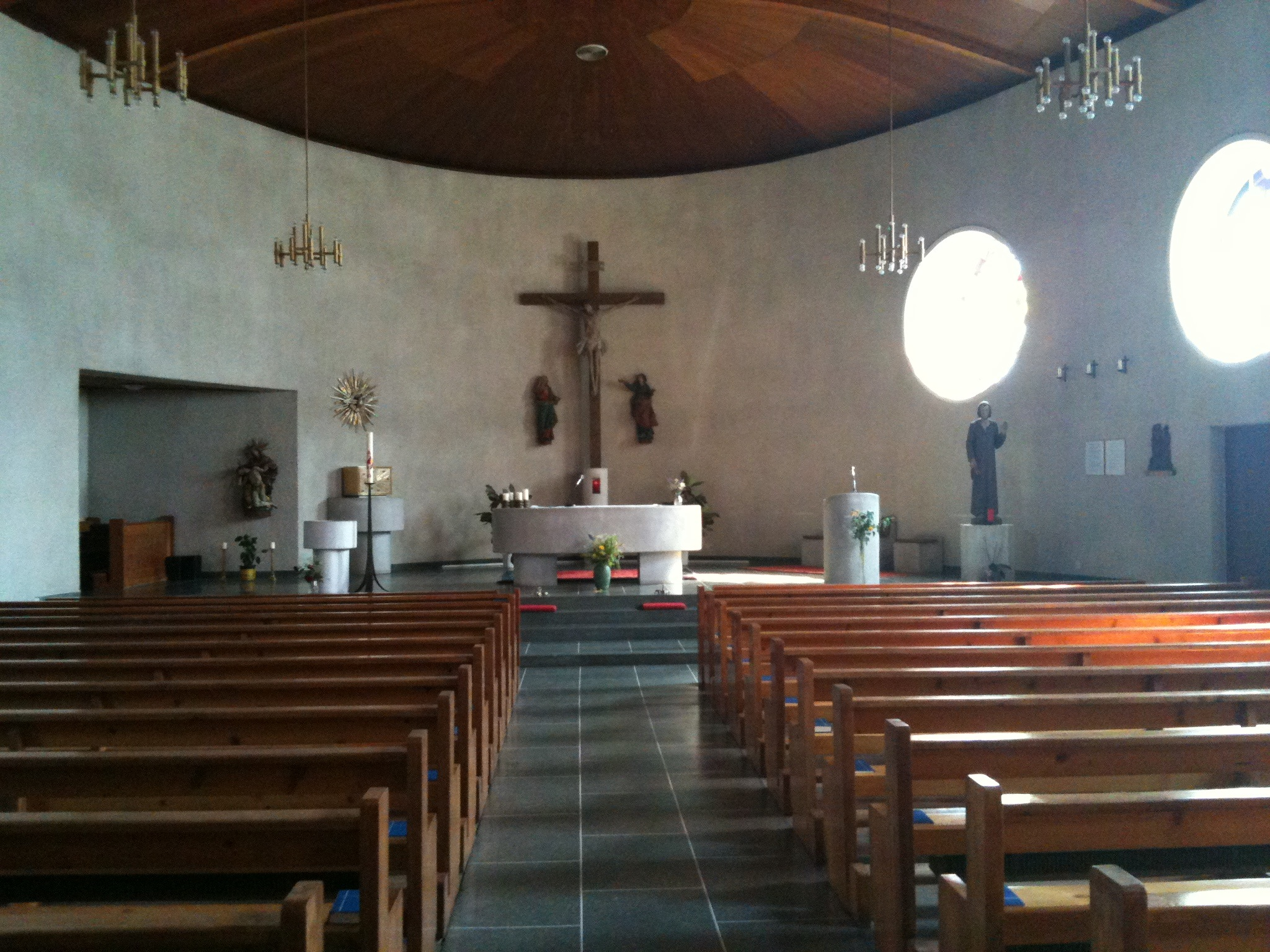
La chiesa di San Nicola di Flüe

- Chiesa parrocchiale cattolica di San Nicola di Flüe, attestata dal 1737[1].

Dal 2020 il borgo, grazie alla sua particolare bellezza architettonica, la sua storia e la posizione privilegiata in cui si trova è entrato a far parte dell'associazione "I borghi più belli della Svizzera".

## Società

### Evoluzione demografica
L'evoluzione demografica è riportata nella seguente tabella:
Abitanti censiti

## Amministrazione
Ogni famiglia originaria del luogo fa parte del cosiddetto comune patriziale e ha la responsabilità della manutenzione di ogni bene ricadente all'interno dei confini del comune.